# (34085) 2000 PE5
2000 PE5 (asteroide 34085) é um asteroide da cintura principal. Possui uma excentricidade de 0.04605560 e uma inclinação de 3.12508º.
Este asteroide foi descoberto no dia 5 de agosto de 2000 por NEAT em Haleakala.